# Rhamphomyia conjuncta
Rhamphomyia conjuncta är en tvåvingeart som beskrevs av Friedrich Hermann Loew 1861. Rhamphomyia conjuncta ingår i släktet Rhamphomyia och familjen dansflugor.
Artens utbredningsområde är District of Columbia. Inga underarter finns listade i Catalogue of Life.